# 산단 나들목
산단 나들목(Sandan IC)은 경기도 파주시 월롱면 능산리에 설치된 평택파주고속도로의 8번 나들목이다. 2020년 11월 7일에 개통되었다. 평택 방향 진입과 파주 방향 진출만 가능하다. 인근에 서영대학교 파주캠퍼스가 있다.

## 연혁
- 2015년 8월 7일 : 서울문산고속도로 신설을 위해 파주시 도시계획시설 교통광장에 월롱면 능산리 일원을 산단 나들목으로 고시[2]
- 2020년 11월 7일 : 평택파주고속도로 서울 ~ 파주 구간 개통과 함께 통행 개시[3]

## 구조물 정보
- 위치 : 경기도 파주시 월롱면 능산리
- 영업소 : 경기도 파주시 월롱면 수원문산고속도로 78

## 접속하는 도로
- 서영로
- 휴암로

## 산단 요금소
산단 요금소(産團料金所, Sandan TG)는 경기도 파주시 월롱면 수원문산고속도로 78 (산단리)에 위치한 평택파주고속도로 본선 상의 요금소이다. 산단 나들목과 일체형을 이루고 있으며, 본선 요금소 역할 뿐만 아니라 산단 나들목의 진출입 전용 요금소 역할도 병행한다. 이 때 요금소의 가장 바깥 차로를 이용한다. 2020년 11월 7일 평택파주고속도로 서울 ~ 파주 구간이 개통되면서 영업을 개시했다. 관리는 서울문산고속도로 산단영업소에서 하고 있다.